# Ľubotice
Ľubotice (in ungherese Kellemes) è un comune della Slovacchia facente parte del distretto di Prešov, nella regione omonima.